# Вама Марга (Караш-Северин)
Вама Марга (рум. Vama Marga) насеље је у Румунији у округу Караш-Северин у општини Марга. Oпштина се налази на надморској висини од 385 m.

## Историја
По "Румунској енциклопедији" место се први пут јавља 1885. године, када је њему пописано само седам домова.

## Становништво
Према подацима из 2002. године у насељу је живело 88 становника, од којих су сви румунске националности.